# Liste der Bodendenkmäler in Zellingen
Auf dieser Seite sind die Bodendenkmäler in dem unterfränkischen Markt Zellingen zusammengestellt. Diese Tabelle ist eine Teilliste der Liste der Bodendenkmäler in Bayern. Grundlage ist die Bayerische Denkmalliste, die auf Basis des Bayerischen Denkmalschutzgesetzes vom 1. Oktober 1973 erstmals erstellt wurde und seither durch das Bayerische Landesamt für Denkmalpflege geführt wird. Die folgenden Angaben ersetzen nicht die rechtsverbindliche Auskunft der Denkmalschutzbehörde.

## Bodendenkmäler in Zellingen

### Bodendenkmäler in der Gemarkung Duttenbrunn
| Lage                   | Objekt | Akten-Nr.     | Bild |
| ---------------------- | --- | ------------- | ---- |
| Duttenbrunn (Standort) | Bestattungsplatz mit Grabhügel vorgeschichtlicher Zeitstellung.                                                                              | D-6-6024-0100 |      |
| Duttenbrunn (Standort) | Siedlung der Hallstattzeit. | D-6-6024-0104 |      |
| Duttenbrunn (Standort) | Siedlung des Jungneolithikums. | D-6-6024-0157 |      |
| Duttenbrunn (Standort) | Befunde des Mittelalters und der frühen Neuzeit im Bereich der katholischen Kuratiekirche St. Margareta von Duttenbrunn.                     | D-6-6024-0352 |      |
| Duttenbrunn (Standort) | Bestattungsplatz mit Grabhügeln vorgeschichtlicher Zeitstellung.                                                                             | D-6-6024-0369 |      |
| Duttenbrunn (Standort) | Bestattungsplatz mit Grabhügel vorgeschichtlicher Zeitstellung.                                                                              | D-6-6124-0027 |      |
| Duttenbrunn (Standort) | Siedlung der Linearbandkeramik. | D-6-6124-0040 |      |
| Duttenbrunn (Standort) | Siedlung der Linearbandkeramik und der Bronzezeit, Grabenwerk vor- und frühgeschichtlicher Zeitstellung.                                     | D-6-6124-0041 |      |
| Duttenbrunn (Standort) | Siedlung der jüngeren Latènezeit und Wüstung Seehausen des ausgehenden frühen und hohen Mittelalters sowie Begräbnisplatz mit Körpergräbern. | D-6-6124-0077 |      |
| Duttenbrunn (Standort) | Siedlung der Urnenfelderzeit und der jüngeren Latènezeit.                                                                                    | D-6-6124-0081 |      |
| Duttenbrunn (Standort) | Siedlung vor- und frühgeschichtlicher Zeitstellung.                                                                                          | D-6-6124-0094 |      |
| Duttenbrunn (Standort) | Siedlung vorgeschichtlicher Zeitstellung. | D-6-6124-0121 |      |
| Duttenbrunn (Standort) | Bestattungsplatz mit Grabhügel vorgeschichtlicher Zeitstellung.                                                                              | D-6-6124-0151 |      |
| Duttenbrunn (Standort) | Bestattungsplatz mit Grabhügeln vorgeschichtlicher Zeitstellung.                                                                             | D-6-6124-0152 |      |

### Bodendenkmäler in der Gemarkung Markt Retzbach
| Lage                      | Objekt | Akten-Nr.     | Bild |
| ------------------------- | --- | ------------- | ---- |
| Markt Retzbach (Standort) | Freilandstation des Mesolithikums, Siedlung des Endneolithikums und der Urnenfelderzeit.                                           | D-6-6024-0017 |      |
| Markt Retzbach (Standort) | Mittelalterlicher Vorgängerbau und Befunde der frühen Neuzeit im Bereich der katholischen Pfarrkirche St. Laurentius von Retzbach. | D-6-6024-0103 |      |
| Markt Retzbach (Standort) | Siedlung vor- und frühgeschichtlicher Zeitstellung.                                                                                | D-6-6024-0188 |      |
| Markt Retzbach (Standort) | Siedlung der jüngeren Latènezeit.                                                                                                  | D-6-6024-0201 |      |
| Markt Retzbach (Standort) | Siedlung des Endneolithikums. | D-6-6024-0252 |      |
| Markt Retzbach (Standort) | Siedlung der frühen Latènezeit. | D-6-6024-0257 |      |
| Markt Retzbach (Standort) | Siedlung des Endneolithikums und der späten Hallstattzeit.                                                                         | D-6-6024-0260 |      |
| Markt Retzbach (Standort) | Befunde des Mittelalters und der frühen Neuzeit im Bereich der katholischen Wallfahrtskirche Maria im Grünen Tal von Retzbach.     | D-6-6024-0354 |      |
| Markt Retzbach (Standort) | Siedlung vorgeschichtlicher Zeitstellung.                                                                                          | D-6-6025-0145 |      |

### Bodendenkmäler in der Gemarkung Zellingen
| Lage                 | Objekt | Akten-Nr.     | Bild |
| -------------------- | --- | ------------- | ---- |
| Zellingen (Standort) | Siedlung der Urnenfelder- oder Hallstattzeit. | D-6-6024-0089 |      |
| Zellingen (Standort) | Bestattungsplatz mit Grabhügeln vorgeschichtlicher Zeitstellung. | D-6-6024-0092 |      |
| Zellingen (Standort) | Bestattungsplatz mit Grabhügel vorgeschichtlicher Zeitstellung. | D-6-6024-0093 |      |
| Zellingen (Standort) | Bestattungsplatz mit Grabhügel vorgeschichtlicher Zeitstellung. | D-6-6024-0094 |      |
| Zellingen (Standort) | Bestattungsplatz mit Grabhügeln vorgeschichtlicher Zeitstellung. | D-6-6024-0095 |      |
| Zellingen (Standort) | Bestattungsplatz der Hallstattzeit mit Grabhügeln. | D-6-6024-0096 |      |
| Zellingen (Standort) | Siedlung der Hallstattzeit, der Völkerwanderungszeit und des späten Frühmittelalters sowie Bestattungsplatz mit Körpergräbern des Mittelalters.                         | D-6-6024-0098 |      |
| Zellingen (Standort) | Siedlung der jüngeren Latènezeit. | D-6-6024-0195 |      |
| Zellingen (Standort) | Siedlung der Hallstattzeit. | D-6-6024-0197 |      |
| Zellingen (Standort) | Siedlung der älteren Latènezeit. | D-6-6024-0206 |      |
| Zellingen (Standort) | Siedlung der Linearbandkeramik. | D-6-6024-0241 |      |
| Zellingen (Standort) | Befunde der frühen Neuzeit im Bereich der katholischen Pfarrkirche St. Georg von Zellingen, ehemalige sog. Weißes Schloss.                                              | D-6-6024-0349 |      |
| Zellingen (Standort) | Befunde des Mittelalters und der frühen Neuzeit im Bereich des abgegangenen sog. Alten Schlosses oder Roten Schlosses.                                                  | D-6-6024-0350 |      |
| Zellingen (Standort) | Archäologische Befunde im Bereich von Friedhof und frühneuzeitlichen katholischen Friedhofskapelle von Zellingen.                                                       | D-6-6024-0351 |      |
| Zellingen (Standort) | Bestattungsplatz mit Grabhügel vorgeschichtlicher Zeitstellung. | D-6-6024-0361 |      |
| Zellingen (Standort) | Bestattungsplatz mit Grabhügeln vorgeschichtlicher Zeitstellung. | D-6-6024-0394 |      |
| Zellingen (Standort) | Freilandstation des Mesolithikums und Siedlung der Linearbandkeramik, des Mittelneolithikums, des jüngeren Neolithikums, der Hallstattzeit und der jüngeren Latènezeit. | D-6-6124-0001 |      |
| Zellingen (Standort) | Siedlung des Jung- bis Endneolithikums. | D-6-6124-0002 |      |
| Zellingen (Standort) | Siedlung der jüngeren Latènezeit. | D-6-6124-0003 |      |
| Zellingen (Standort) | Siedlung der Hallstattzeit. | D-6-6124-0023 |      |
| Zellingen (Standort) | Bestattungsplatz mit Grabhügel vorgeschichtlicher Zeitstellung. | D-6-6124-0024 |      |
| Zellingen (Standort) | Bestattungsplatz mit Grabhügeln vorgeschichtlicher Zeitstellung. | D-6-6124-0025 |      |
| Zellingen (Standort) | Mittelalterlicher Turmhügel. | D-6-6124-0026 |      |
| Zellingen (Standort) | Siedlung der frühen Latènezeit. | D-6-6124-0038 |      |
| Zellingen (Standort) | Siedlung der Urnenfelderzeit und Wüstung des frühen Mittelalters. | D-6-6124-0078 |      |
| Zellingen (Standort) | Siedlung der Linearbandkeramik, des Mittelneolithikums, der Hallstattzeit, der römischen Kaiserzeit und des frühen Mittelalters.                                        | D-6-6124-0087 |      |
| Zellingen (Standort) | Siedlung der Linearbandkeramik. | D-6-6124-0089 |      |
| Zellingen (Standort) | Siedlung des frühen Mittelalters. | D-6-6124-0091 |      |
| Zellingen (Standort) | Siedlung der frühen Latènezeit. | D-6-6124-0092 |      |
| Gerolfing (Standort) | Siedlung der Linearbandkeramik. | D-6-6124-0093 |      |
| Zellingen (Standort) | Siedlung der Urnenfelderzeit. | D-6-6124-0095 |      |
| Zellingen (Standort) | Freilandstation des Mittelpaläolithikums. | D-6-6124-0109 |      |
| Zellingen (Standort) | Siedlung vorgeschichtlicher Zeitstellung. | D-6-6124-0110 |      |
| Zellingen (Standort) | Siedlung vorgeschichtlicher Zeitstellung. | D-6-6124-0111 |      |
| Zellingen (Standort) | Siedlung vorgeschichtlicher Zeitstellung. | D-6-6124-0112 |      |
| Zellingen (Standort) | Siedlung der Hallstatt- oder Frühlatènezeit. | D-6-6124-0113 |      |
| Zellingen (Standort) | Siedlung vorgeschichtlicher Zeitstellung. | D-6-6124-0114 |      |
| Zellingen (Standort) | Bestattungsplatz mit Grabhügel vorgeschichtlicher Zeitstellung. | D-6-6124-0145 |      |
| Zellingen (Standort) | Bestattungsplatz mit Grabhügel vorgeschichtlicher Zeitstellung. | D-6-6124-0153 |      |
| Zellingen (Standort) | Bestattungsplatz mit Grabhügeln vorgeschichtlicher Zeitstellung. | D-6-6124-0156 |      |